# Mindaugas
Mindaugas ist ein litauischer männlicher Vorname.

## Personen
- Mindaugas von Litauen (1203–1263), König von Litauen
- Mindaugas II. (1864–1928), 1918 nominell König von Litauen, siehe Wilhelm Karl von Urach
- Mindaugas Andrulis, Pathologe, Professor
- Mindaugas Bagdonavičius (* 1970), Manager
- Mindaugas Bastys (* 1965), Politiker, Seimas-Vizepräsident
- Mindaugas Beinoras (* 1987), Schachspieler
- Mindaugas Briedis (* 1963), Politiker, Vizebürgermeister von Radviliškis, Seimas-Mitglied
- Mindaugas Butkus (* 1961), Diplomat, Botschafter
- Mindaugas Gatelis (* 1979), litauischer Handballschiedsrichter
- Mindaugas Kalonas (* 1984), Fußballspieler
- Mindaugas Kavoliūnas (* 1989), Biathlet
- Mindaugas Kieras (* 1980), Eishockeyspieler
- Mindaugas Končius (* 1944), Politiker
- Mindaugas Kuklierius (* 1972), Politiker, Vizeminister
- Mindaugas Ladiga (* 1963), Politiker, Vizeminister und Diplomat
- Mindaugas Lingė (* 1981), Politiker, Mitglied des Seimas
- Mindaugas Lošys (* 1939), Rechtsanwalt und Richter, Gerichtspräsident
- Mindaugas Lukauskis (* 1979), Basketballspieler
- Mindaugas Maksimaitis (* 1933), Rechtshistoriker, Professor
- Mindaugas Malinauskas (* 1983), Fußballspieler
- Mindaugas Marcinkevičius (* 1971), Unternehmer
- Mindaugas Mikaila (* 1957), Manager und Politiker
- Mindaugas Misiūnas (* 1953), Direktor des Kollegs Kaunas
- Mindaugas Mizgaitis (* 1979), Ringer
- Mindaugas Palionis (* 1987), Fußballspieler, siehe Markus Palionis
- Mindaugas Panka (* 1984), Fußballspieler
- Mindaugas Petrauskas (* 1954), Physiker und Politiker, Vizeminister
- Mindaugas Puidokas (* 1979), Politiker und Seimas-Mitglied
- Mindaugas Pukštas (* 1978), Langstreckenläufer
- Mindaugas Sabutis (* 1975), evangelischer Theologe und Bischof
- Mindaugas Sinkevičius (* 1984), Politiker, Wirtschaftsminister und Bürgermeister von Jonava
- Mindaugas Stakvilevičius (* 1931), Politiker, Seimas-Mitglied
- Mindaugas Strumskis (* 1963), Manager, VMI-Leiter
- Mindaugas Subačius (1973–2018), Politiker, Seimas-Mitglied
- Mindaugas Tamošiūnas (1934–2011), Posaunist, Komponist und Orchesterleiter
- Mindaugas Urbaitis (* 1952), Komponist
- Mindaugas Žukauskas (* 1975), Basketballspieler

Zwischenname
- Laurynas Mindaugas Stankevičius (1935–2017), Politiker und Ministerpräsident, Minister